# هارفي سوندرز
هارفي سوندرز (بالإنجليزية: Harvey Saunders) هو لاعب كرة قدم بريطاني، ولد في 20 يوليو 1997. لعب مع دارلينجتون إف سى.